# Wskaźnik płynności wysoki
Wskaźnik płynności wysoki – ilustruje, ile razy najbardziej płynne aktywa pokrywają bieżące zobowiązania.
{\displaystyle W_{pw}={\frac {AO-Z}{KO}}}
gdzie:
AO - aktywa obrotowe
Z - zapasy
KO - kapitał obcy
Z aktywów obrotowych wyłączone są zapasy, gdyż zasadniczo nie mogą one być natychmiast zamienione na środki pieniężne. Pożądana jest relacja:
Wpw > 1
Wskaźnik niższy od jedności jest uzasadniony tylko w warunkach wysokiej inflacji.